# Колшариф
Колшариф (? — 1552) је био татарски имам (верски вођа) и песник Казањског каната. Био је руководилац одбране Казања у рату са Великом московском кнежевином. У историји је познат преговарач са изасланицима са Русима за добијање самосталности казањског каната. Након пробијања казањских зидина у опсади Ивана Грозног 1552. бранио је канову палату где је и убијен током борбе.
По Колшарифу је названа и велика џамија Колшариф у Казању.